# Mario De Donà
Mario De Donà (né le 6 septembre 1924 à Trévise et mort le 21 mars 2009 à Trieste), connu également sous le nom d'artiste « Eronda », est un graphic designer, peintre, dessinateur, graveur et affichiste italien. Il a également illustré de nombreux livres.

## Biographie
Mario De Donà obtient son diplôme à l'Institut d'art de Venise (Carmini). Il commence sa carrière en tant que peintre et dessinateur. En 1956 il illustre les affiches des VIIe jeux olympiques d'hiver qui eurent lieu à Cortina d'Ampezzo. En 1960 Bruno Munari présente son exposition graphique à la galerie Montenapoleone de Milan. 
En 1967 il fut le promoteur et l'organisateur de l'importante exposition picturale de Dino Buzzati duquel il élaborera également le catalogue d'exposition. 
En 1969, au Salon international de  l'humour de Bordighera il remporte le premier prix (la datte d'or). Parmi le jury figurait également Raymond Peynet.
En 1971 il fut ovationné au Pavillon international de L'humour, Terre des hommes à Montréal  et notamment par Robert LaPalme. 
Après ses succès à l'Old Vic de Londres en 1971 et son hommage à Fellini en 1994 à la Biennale de l'humour d’art de Tolentino, il remporte, en 2003 le prix spécial du jury du 35e Festival international Umoristi à Marostica ce qui clôture en quelque sorte sa carrière qui aura été couronnée de plus de huit-cents prix, médailles et trophées.